# 双滦区
双滦区是河北省承德市下辖的一个市辖区。以汉族为多，另有满族、蒙古族、回族等少数民族。區人民政府駐双塔山镇滨河大街68号。

## 气候
为暖温带阔叶林向温带草原过度地带，属暖温和中温带半湿润大陆季风型气候，年平均气温8.9℃，无霜期168天。

## 人口
第七次人口普查數據顯示，截至2020年11月1日，雙灤區常住人口為187361人，共有家庭户68423户，集體户2224户，家庭户人口為179534人，集體户人口為7827人，平均每個家庭户人口為2.62人。全區常住人口中，男性人口為93811人，佔50.07%；女性人口為93550人，佔49.93%。總人口性別比（以女性為100，男性對女性的比例）100.28。全區常住人口中，居住在城鎮的人口為154620人，佔82.53 %；居住在鄉村的人口為32741人，佔17.47%。全區常住人口中，人户分離人口為98969人。轄區內人户分離人口為38287人，流動人口為60682人。

## 行政区划
双滦区下辖3个街道办事处、5个镇、1个乡：
元宝山街道、钢城街道、秀水街道、双塔山镇、滦河镇、大庙镇、偏桥子镇、西地镇和陈栅子镇。